# Akakios von Melitene

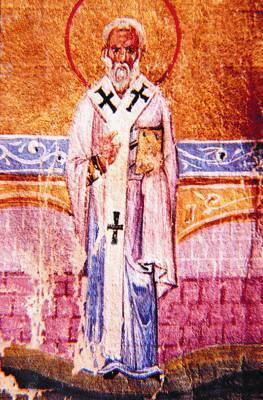
Akakios von Melitene

Akakios von Melitene, auch Acacius von Melitene († zwischen 438 und 449) war von ca. 430 an Bischof von Melitene. Davor diente er zunächst als Lektor unter seinem Vorgänger Ostrios, der ihn dann auch zum Diakon und Priester weihte.
Akakios nahm 431 am Konzil von Ephesos teil. Auf dem Konzil hielt er eine Homilie. Er bekämpfte sehr entschieden den Nestorianismus und warnte die armenischen Bischöfe vor den Schriften des nestorianischen Theodor von Mopsuestia. Mit Kyrill von Alexandria unterhielt er einen brieflichen Austausch, Kyrill wandte sich an ihn mit apologetischen Briefen. Trotz einiger Auseinandersetzungen nahm er die Partei Kyrills in den christologischen Kontroversen seiner Zeit. Eine Zeit lang war er monophysitisch gesinnt, kam aber davon wieder zurück.
Akakios wird in orthodoxen Kirchen als Heiliger verehrt. Sein Gedenktag ist der 17. April.